# Pont de Nogent
Le pont de Nogent est un pont routier qui permet de relier Nogent-sur-Marne à Champigny-sur-Marne. Situé au niveau d'un échangeur avec l'autoroute A4, il est régulièrement encombré par le trafic routier.

## Historique

### Ancien pont

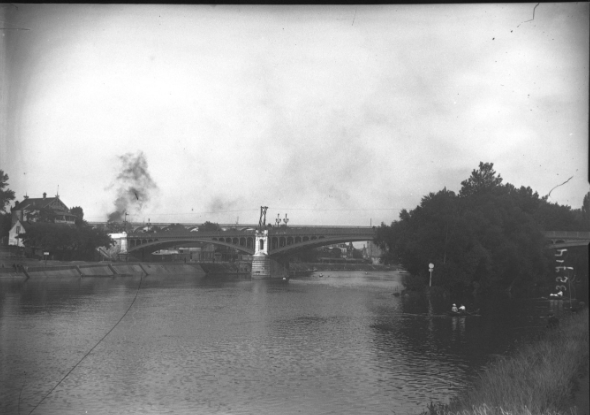
Ancien pont de Nogent, en 1913.

À la fin du XIXe siècle, un premier pont sur la Marne est construit entre Nogent et Champigny, dans le prolongement du chemin de grande circulation no 74,,. Les travaux sur l'ouvrage d'art débutent en 1866 et se terminent en 1896. Ce premier ouvrage accueille la circulation des véhicules à partir de 1899. L'ancien pont possède une structure métallique composée de trois travées, la travée centrale mesurant 49 m, les arches situées aux extrémités mesurant chacune 40 m. Les trois travées sont chacune soutenue par cinq arcs métalliques construits en fonte grise. La structure métallique du pont repose sur deux piles en pierre de taille et comporte des articulations pour compenser la dilatation de l'ouvrage. Les fondations ont été mises en œuvre par procédé à air comprimé,. L'une des deux piles est érigée dans le lit de la Marne. La seconde pile est construite à l'extrémité de l'île des Loups contre la rive. Les deux extrémités de la structure métallique reposent sur des culées de 10 m de haut, et sont également construites en pierre de taille avec également des articulations,.

### Construction du pont
L'actuel pont de Nogent fut construit au début des années 1960 par le corps des ponts et chaussées,,.

### Aménagements et travaux

#### Aménagement et travaux des voies routières
À partir du 4 mars 2019, des aménagements et un remaniement important des abords du pont, pour un montant de 50 M€, permettent d'éviter la majeure partie de ces cisaillements. Désormais, le transit A4 province vers A86 nord, et réciproquement, se fait sans feux de carrefour, ni traversées pour piétons, soulageant ainsi un peu l'autoroute A86 intérieure nord de ses encombrements récurrents depuis Noisy-le-Sec.

#### Construction d'une passerelle cyclo-piétonne
Consécutifs à l'aménagement du pont permettant une meilleure fluidité de la circulation routière, les travaux de construction d'une passerelle dédiée aux cycles et aux piétons ont été entrepris en 2020. Cette passerelle cyclo-piétonne enjambe la Marne en contiguïté du pont et connecte le port de plaisance de Nogent-sur-Marne avec le parc du Tremblay à Champigny-sur-Marne. Elle a été patronnée et mise en œuvre par la DiRIF (Direction des Routes d'Île-de-France).
Première étape du chantier, les travaux de préparation de cette construction ont débuté au mois de mars 2020. La première phase de la construction proprement dite a commencé au cours de l'été 2020. Cette seconde phase a consisté principalement à aménager l'ensemble de la zone de construction de la passerelle afin de disposer les échafaudages, les engins de construction et les éléments constituant le futur ouvrage d'art. Durant le mois de septembre 2020, la mise en œuvre des culées et de la pile centrale a été réalisée.

Construction de la passerelle cyclo-piétonne
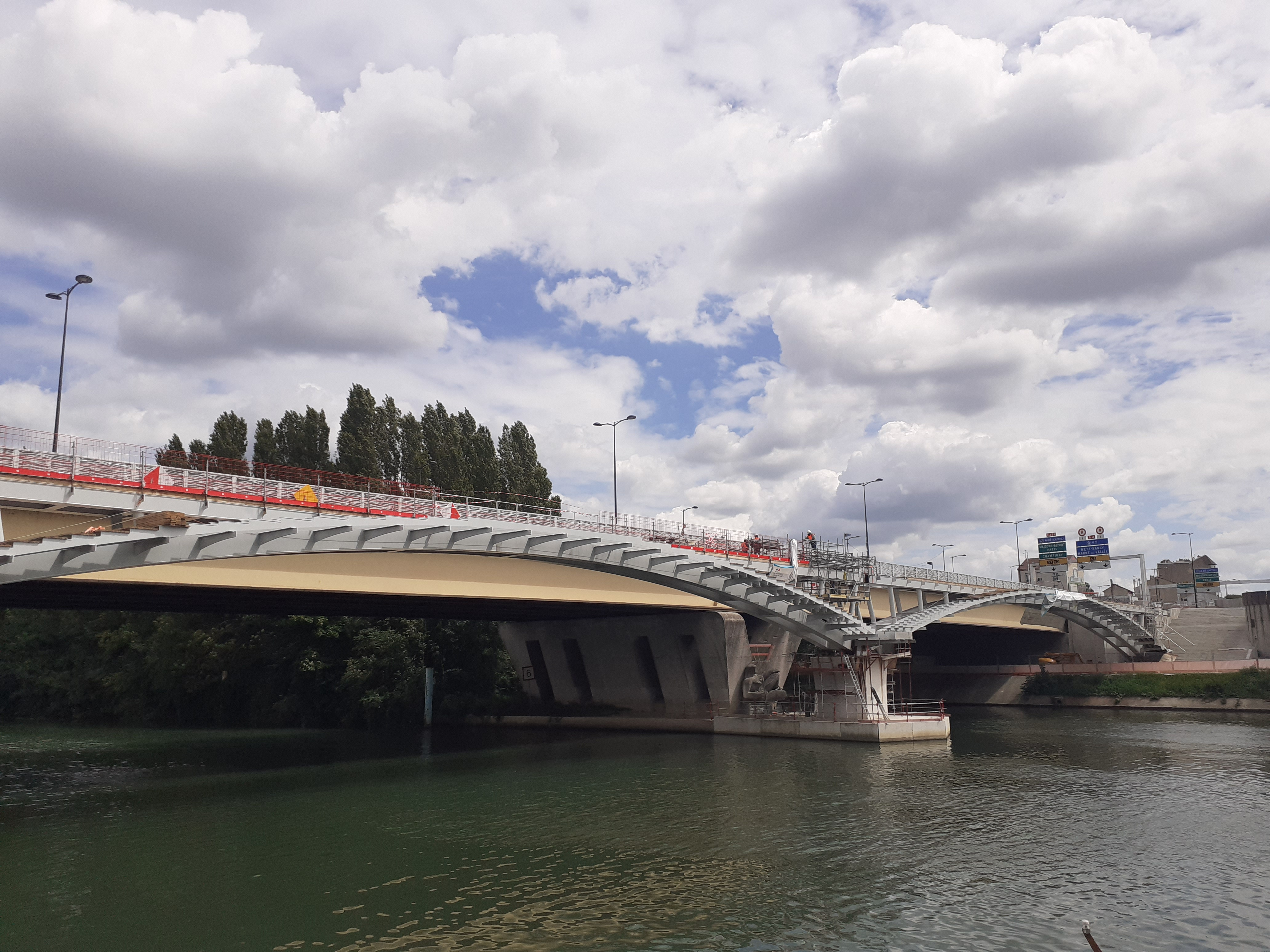
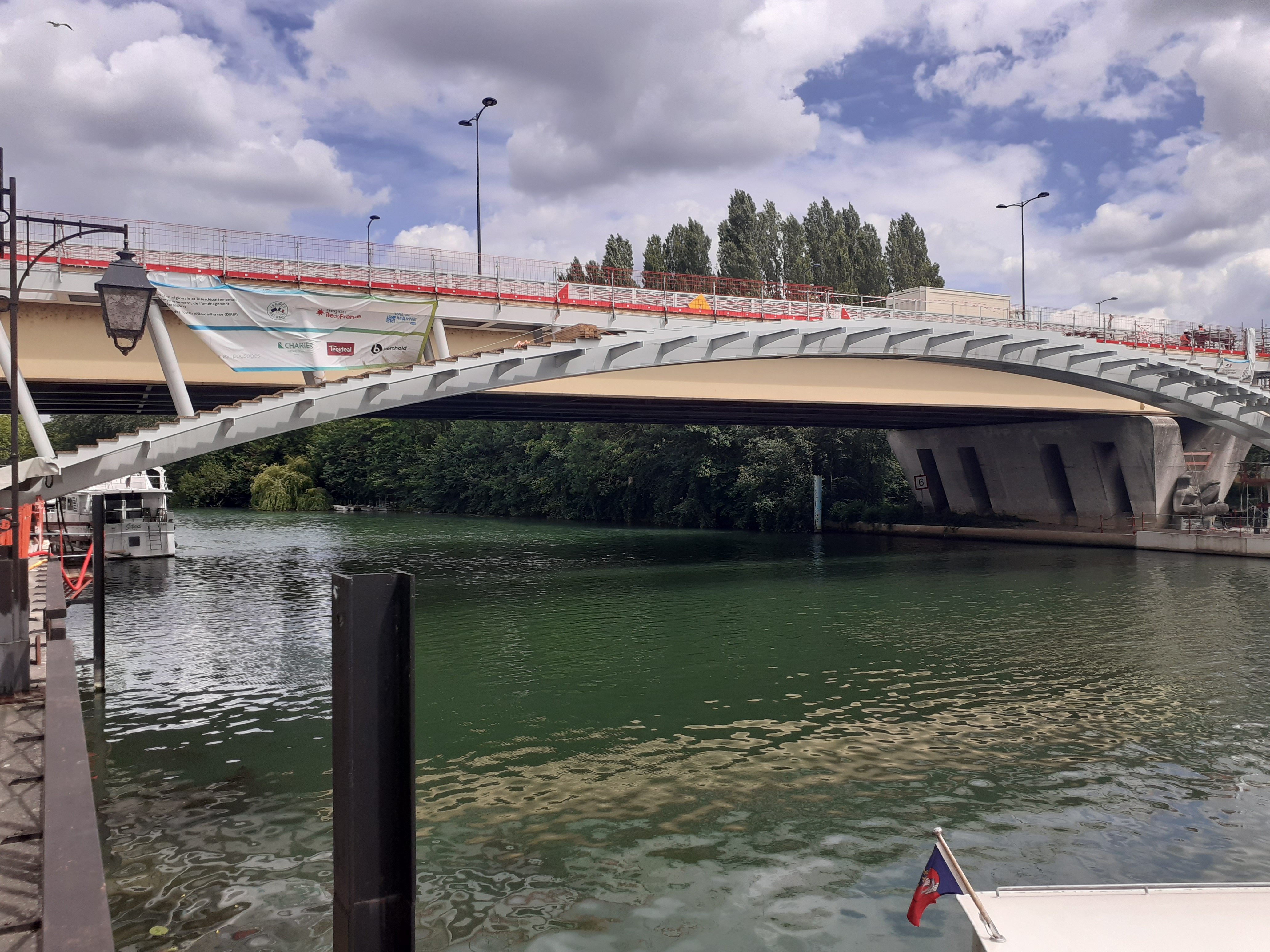
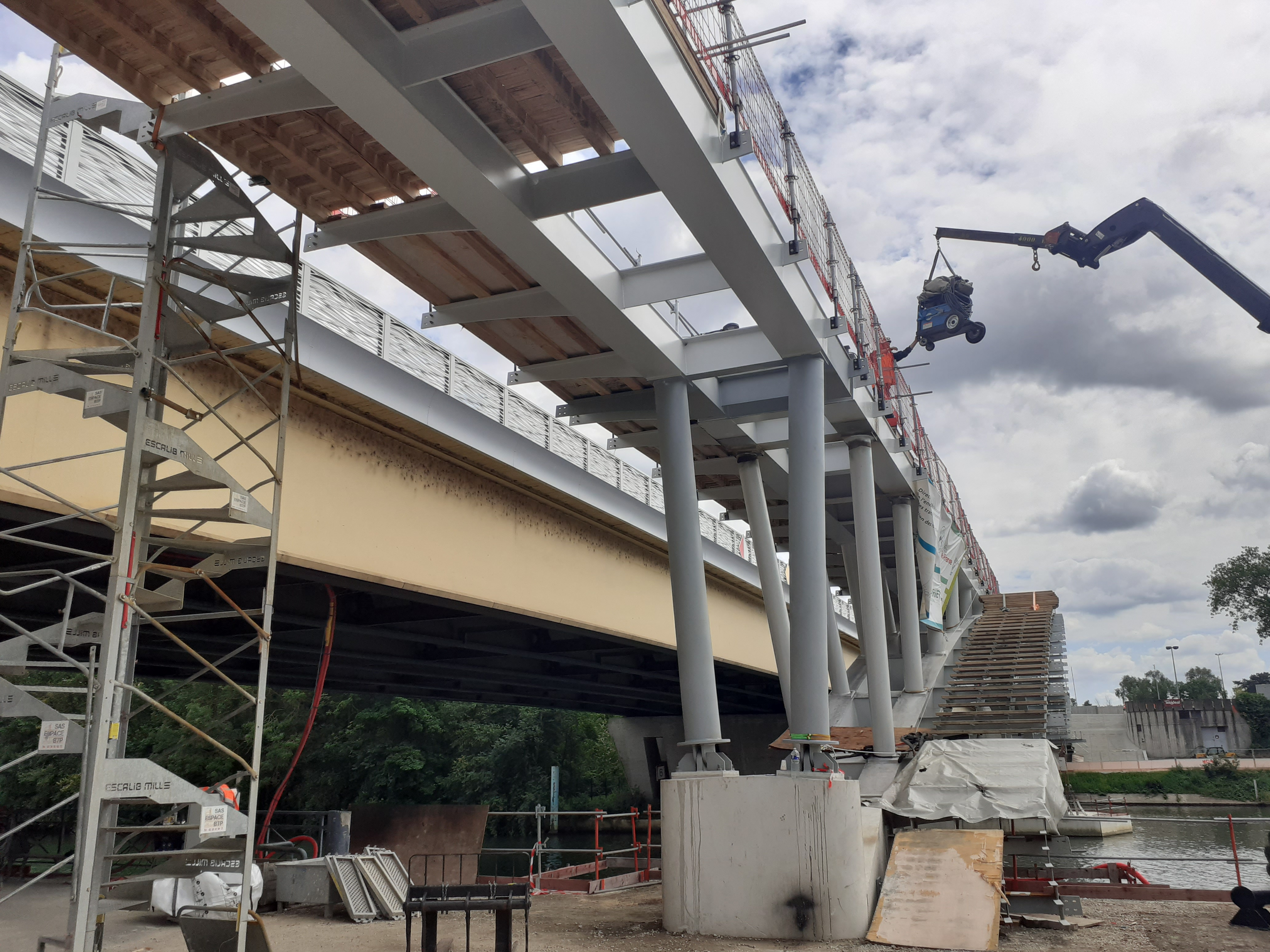
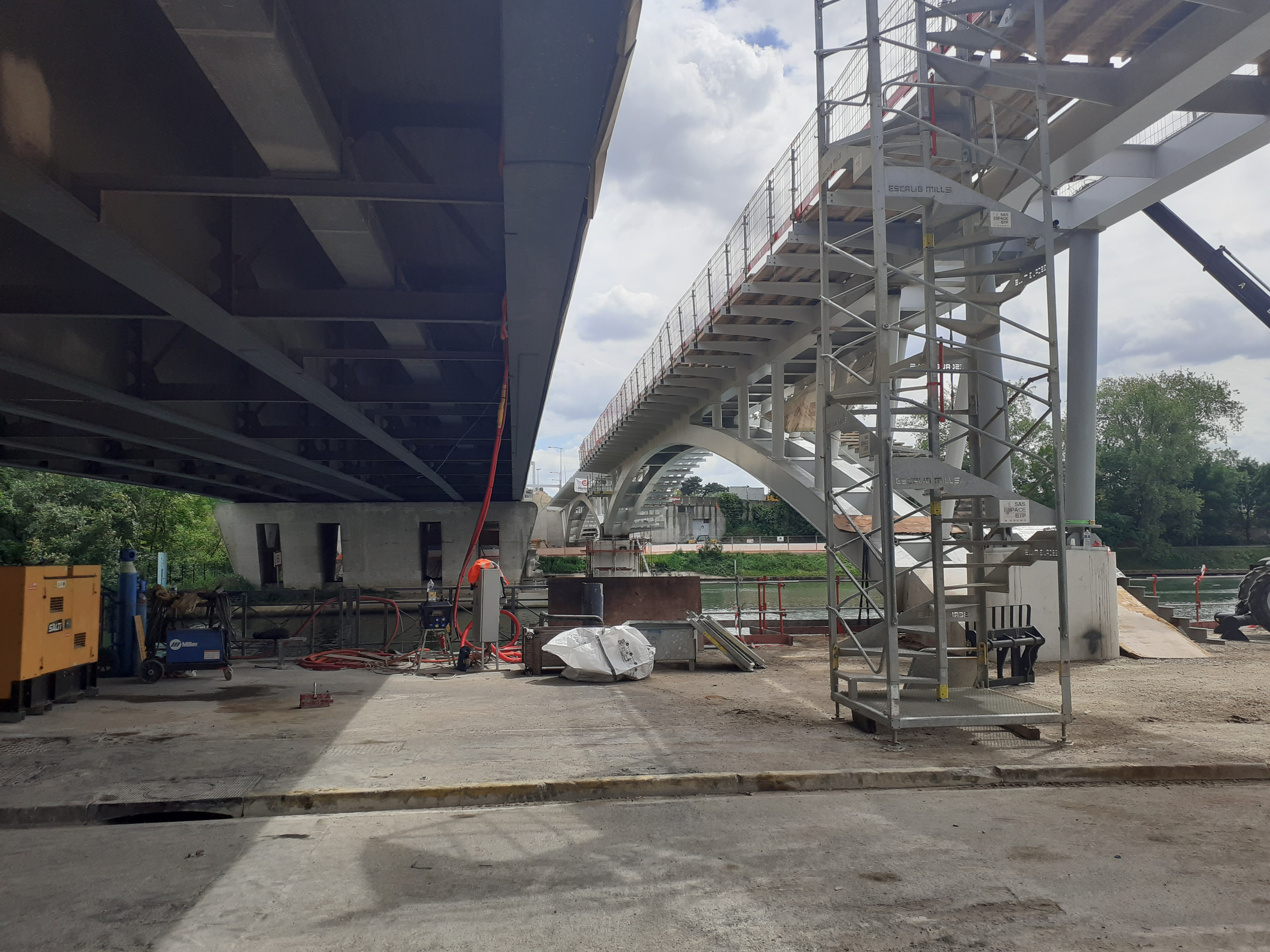
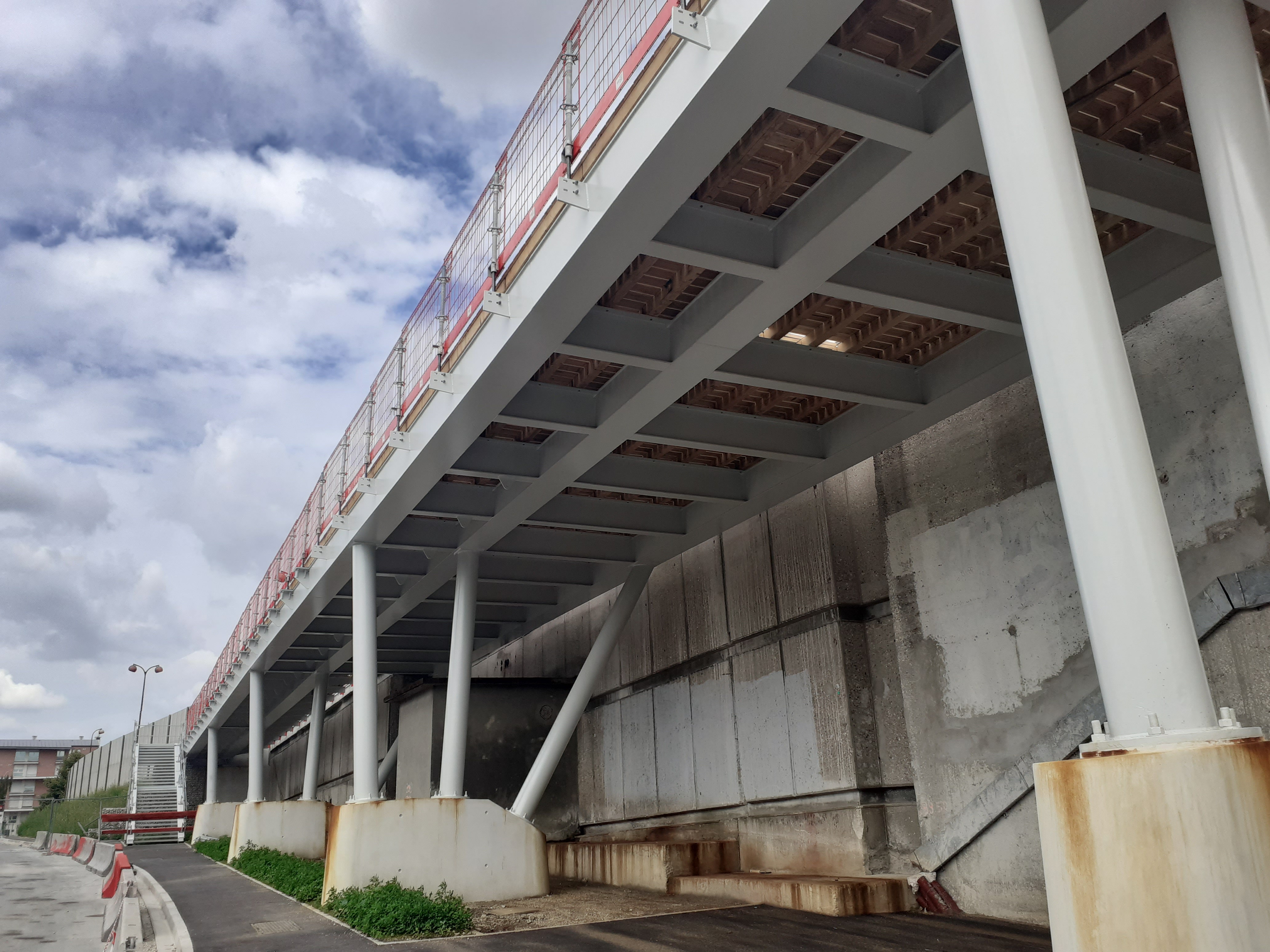

- Pile centrale et culée nord de la passerelle vues de la rive gauche, en 2021.
- Pile centrale vue de la passerelle de la rive droite, début 2022.

Les deux arches métalliques, dont l'assemblage s'est effectué au cours de l'année 2021, sont montées sur les culées et les piles en mai 2022,,. Cette pose est exécutée par techniques de transbordement et de vérinage. En parallèle de la construction de la passerelle cyclo-piétonne, des structures anti-bruit surmontant le pont de Nogent et ses abords immédiats sont également réalisées,.

Construction de la passerelle cyclo-piétonne
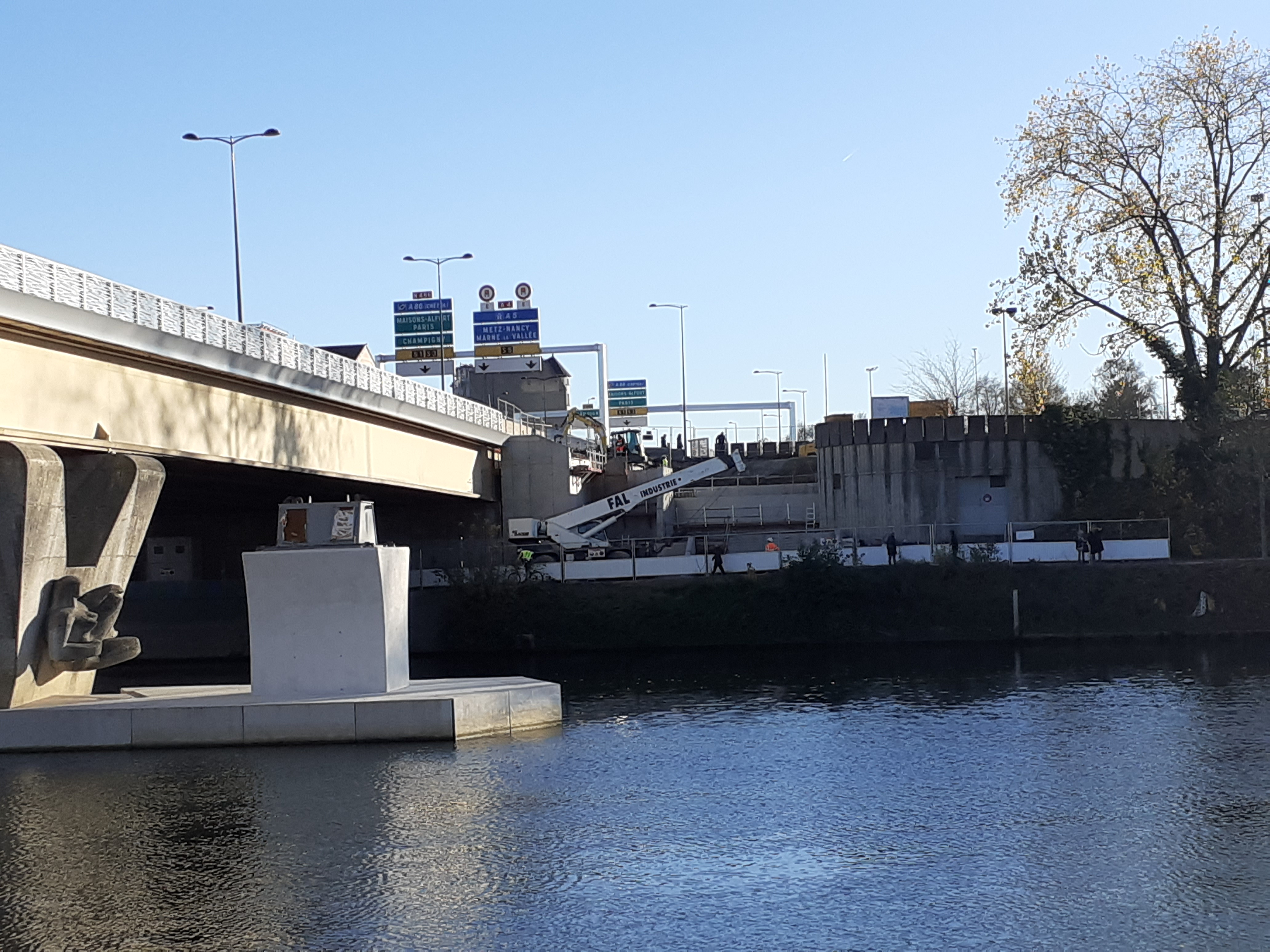
Pile centrale et culée nord de la passerelle vues de la rive gauche, en 2021.
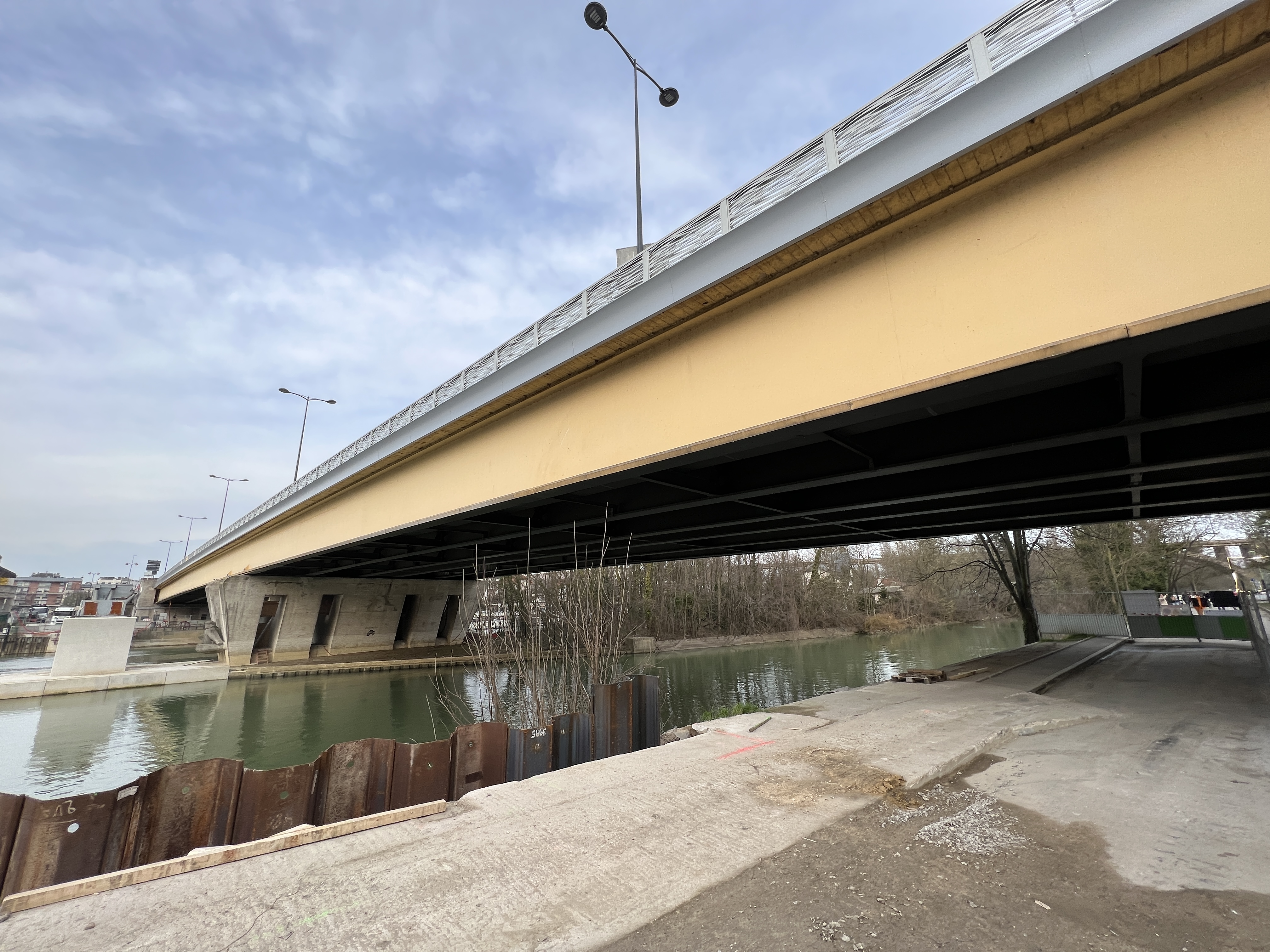
Pile centrale vue de la passerelle de la rive droite, début 2022.

#### Inauguration et ouverture de la passerelle
L'inauguration de la passerelle cyclo-piétonne se déroule le 21 janvier 2023. À compter de cette date, la gestion de ce nouvel ouvrage d'art, ainsi que le réseau de voies douces dans lequel il s'inscrit, sont patronnés par le Conseil départemental du Val-de-Marne.

## Description
Ce pont à tablier métallique comporte trois travées longues de 77, 7,5 et 67 mètres. La travée centrale qui enjambe la Marne repose sur une pile unique en forme de «Y» qui s'appuie sur l’extrémité aval de l'Île des Loups. Elle est ornée d'une sculpture monumentale en béton moulée avec la pile représentant la Marne, œuvre du sculpteur Gaston Cadenat. Cette sculpture, « typiquement marnaise », de style grossièrement cubiste et représentant une naïade, fait écho à celles ornant le pont du petit Parc, à Saint-Maur-des-Fossés, le pont de Château-Thierry ainsi qu'à celle trônant dans le centre-bourg de Vitry-le-François,,.
Les travées sont constituées de deux tabliers accolés, chacun faisant 7 mètres de large.

Aperçus du pont de Nogent
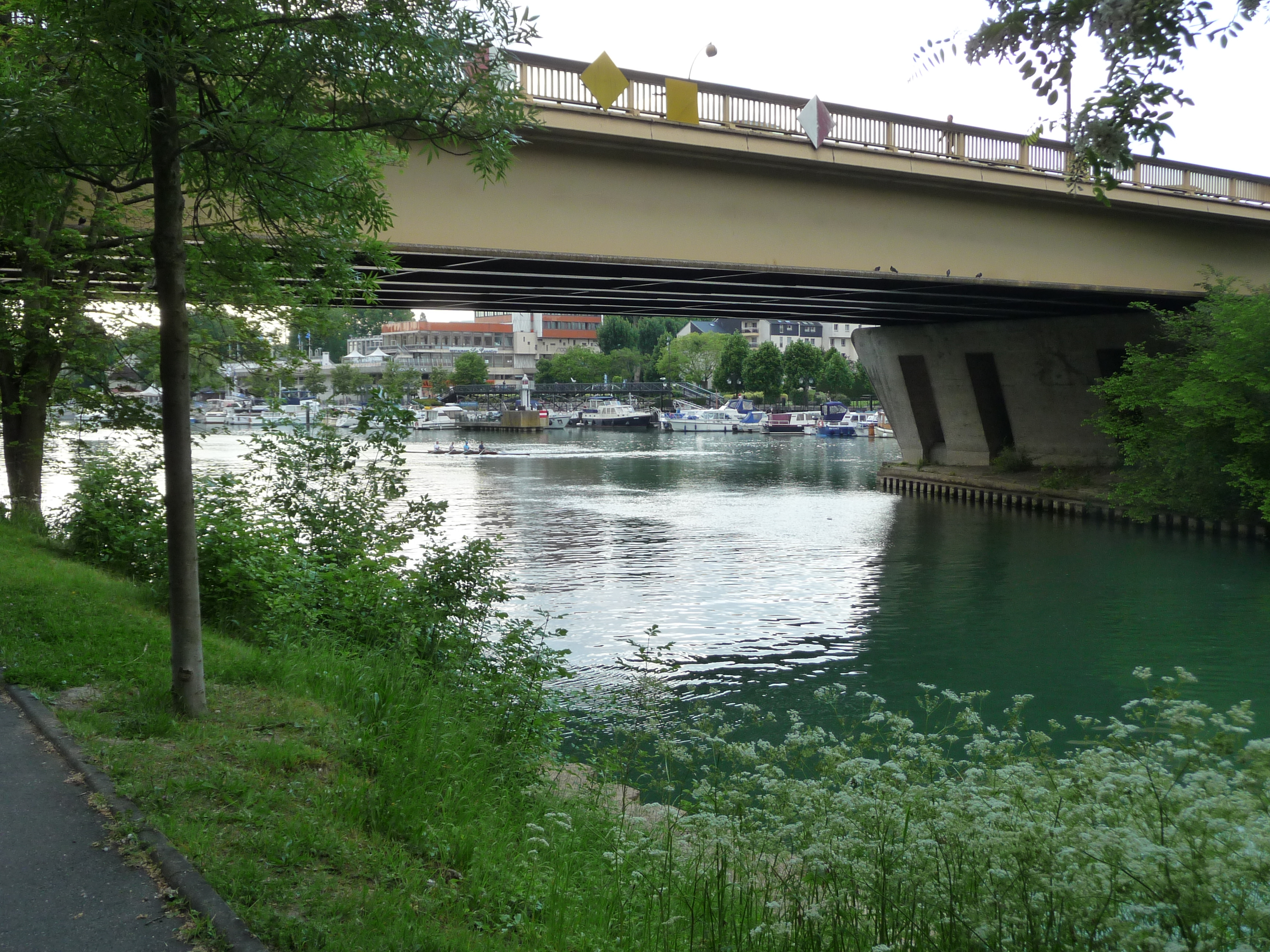
Le pont vu de Champigny.
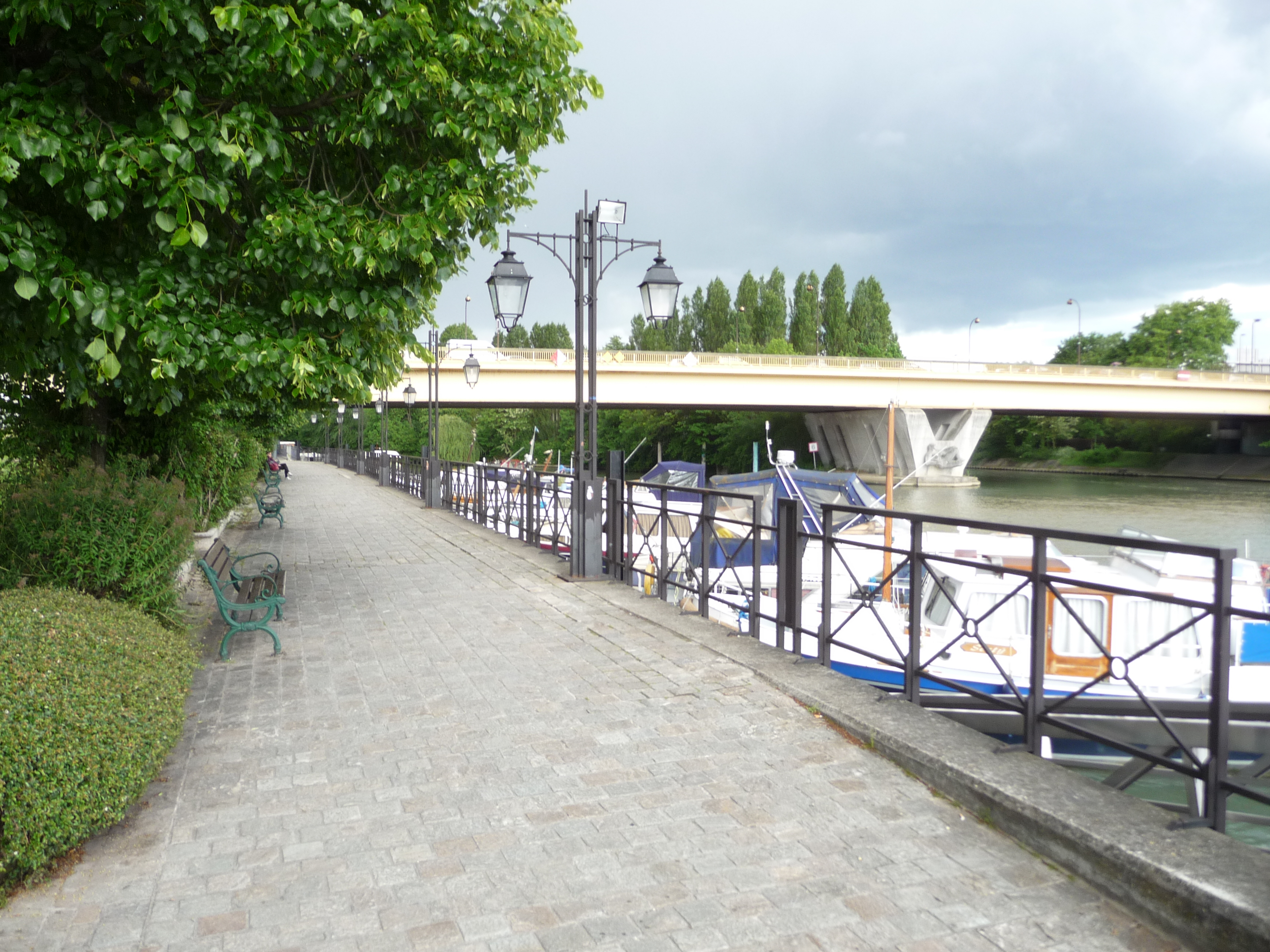
Le pont vu du port de Nogent.
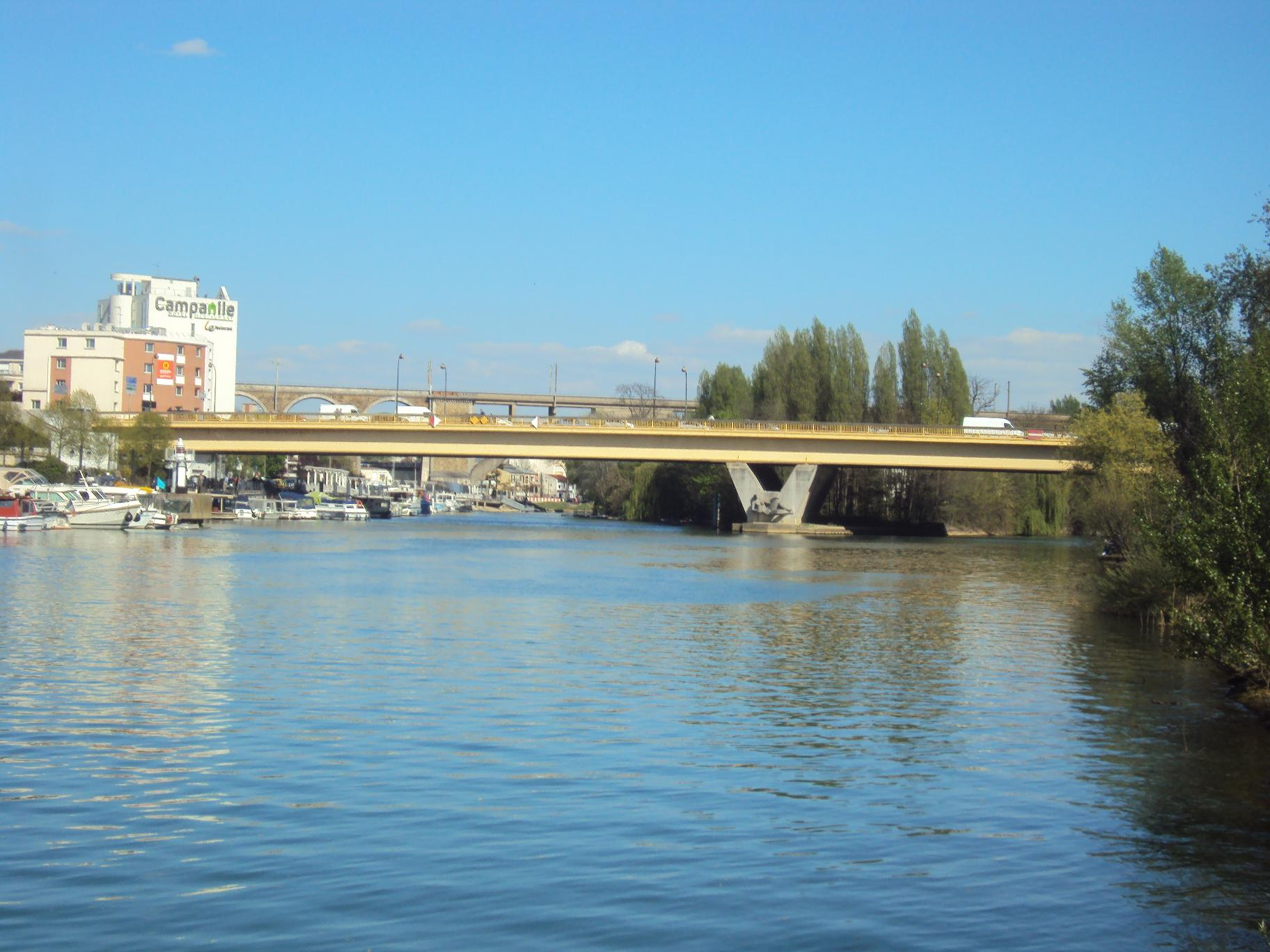
La sculpture « typiquement marnaise » ornant la pile, visible au centre de l'ouvrage d'art.
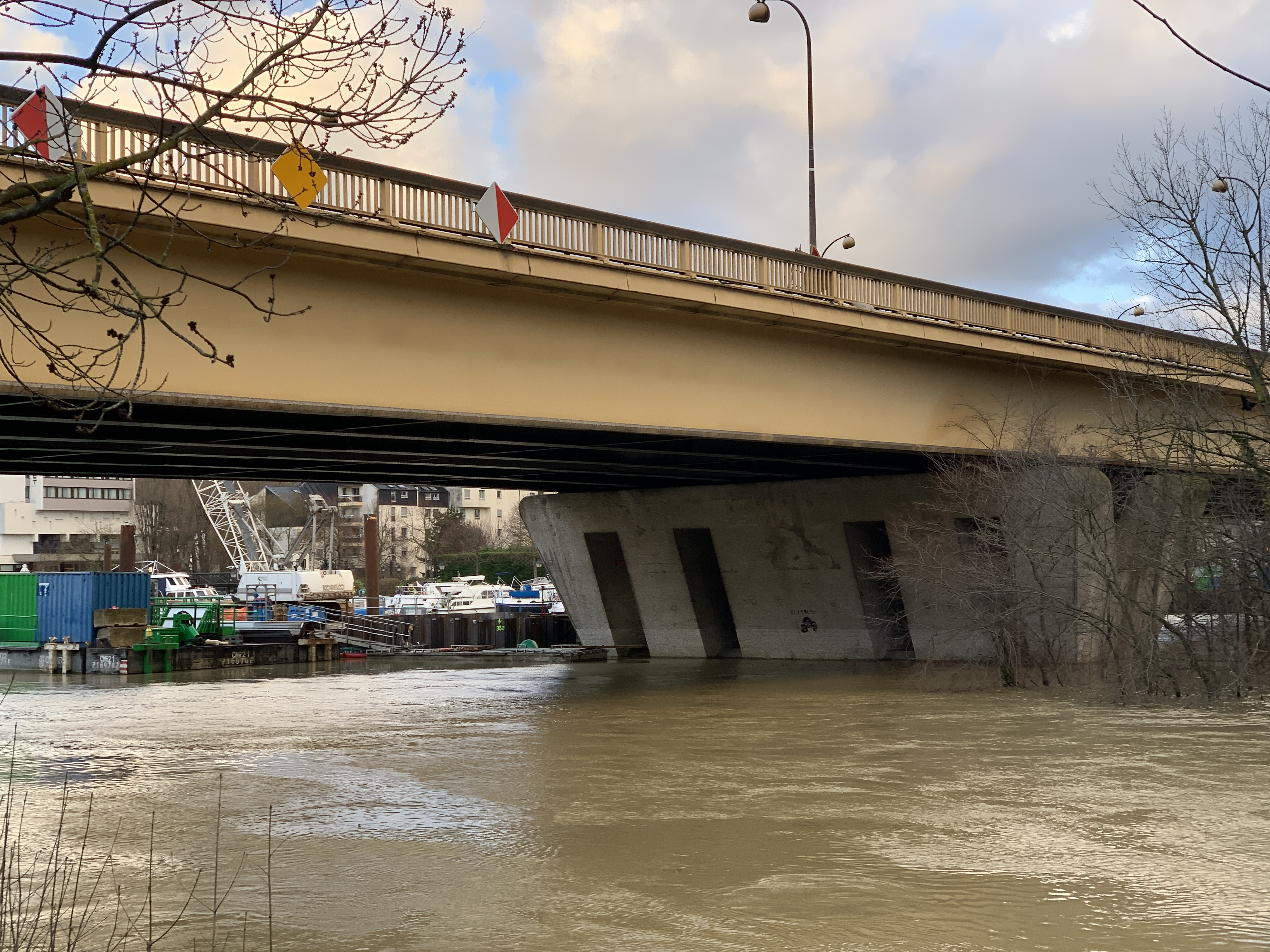
Le pont de Nogent fouetté par les flots lors d'une crue de la Marne en février 2021.
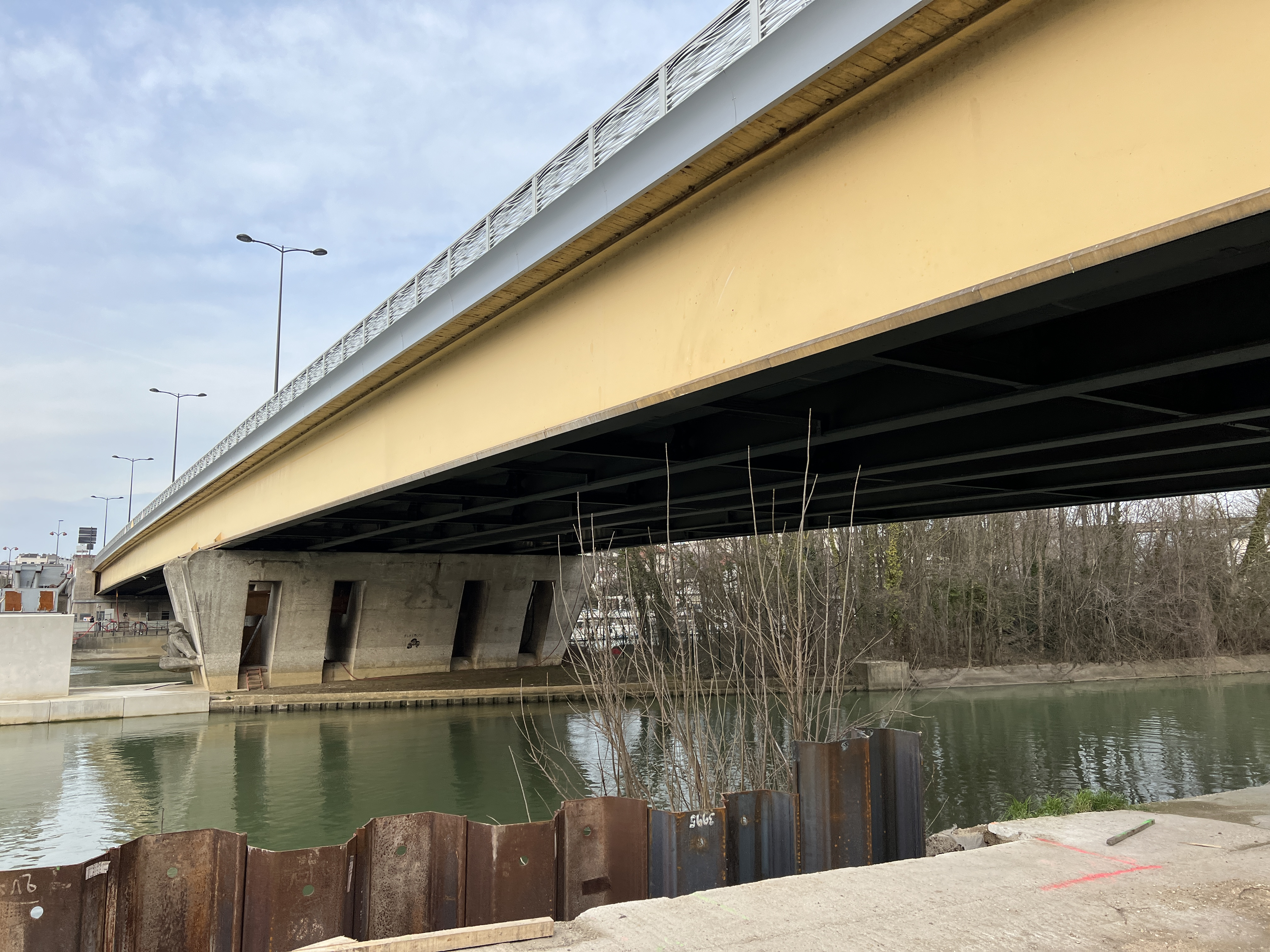
Vue latérale du pont, la naïade en béton, contigüe à la pile centrale, visible de profil.

L'autoroute A86 franchit la Marne à proximité de ce pont par le tunnel de Nogent-sur-Marne en direction du tronc commun A4/A86 vers Paris. Par contre, les relations entre l'autoroute A86 (branche nord) et l'autoroute A4 (vers la province) étaient souvent en conflit avec le trafic en provenance de Champigny-sur-Marne et au-delà vers Paris.
La passerelle métallique cyclo-piétonne, constituée de deux arches, se développe sur une longueur de 250 m et pèse 12 tonnes,. Les structures anti-bruit aménagées sur le pont et ses abords se déploient sur une longueur totale de 500 m.

Passerelle à circulation douce doublant le pont de Nogent
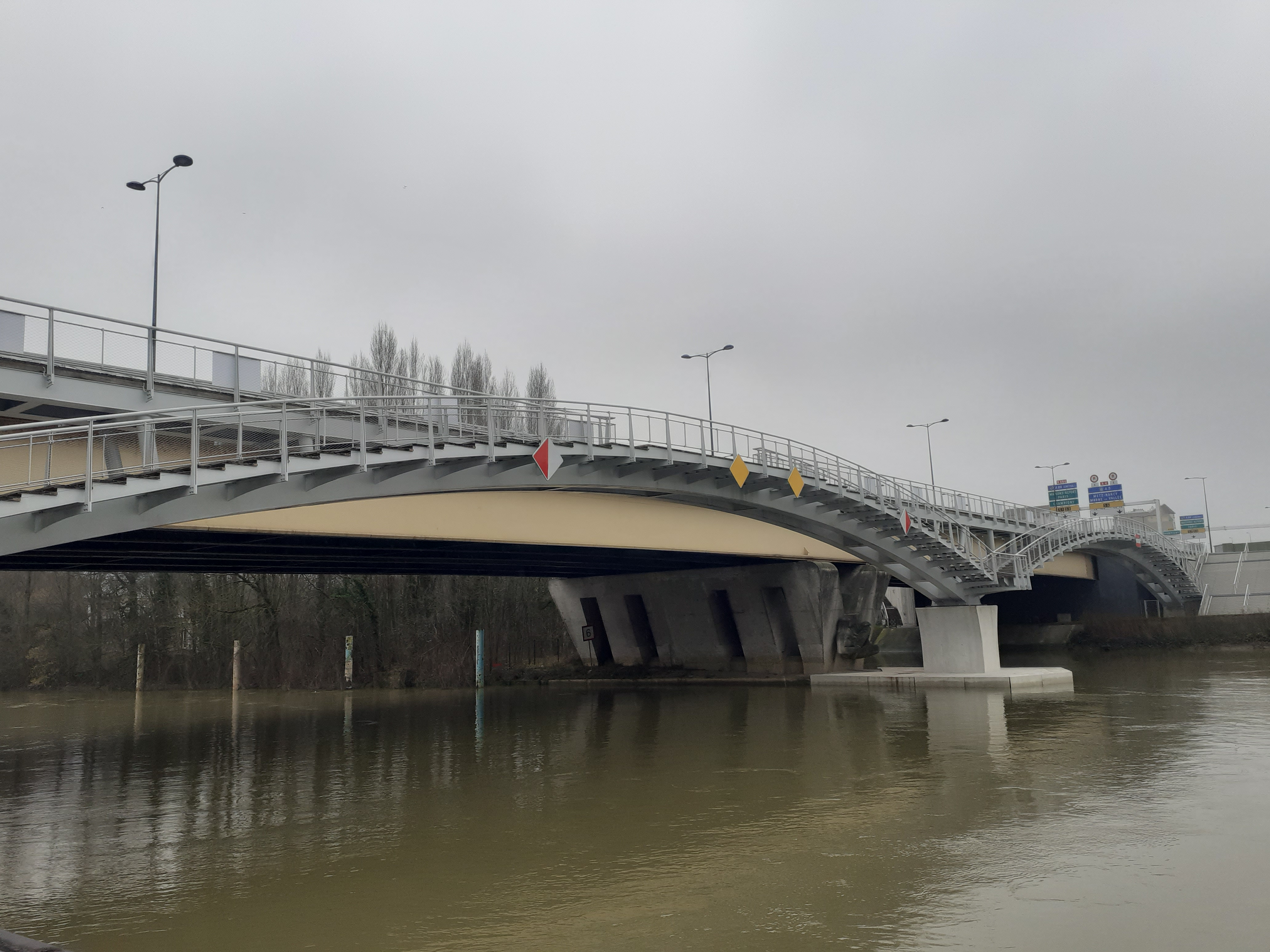
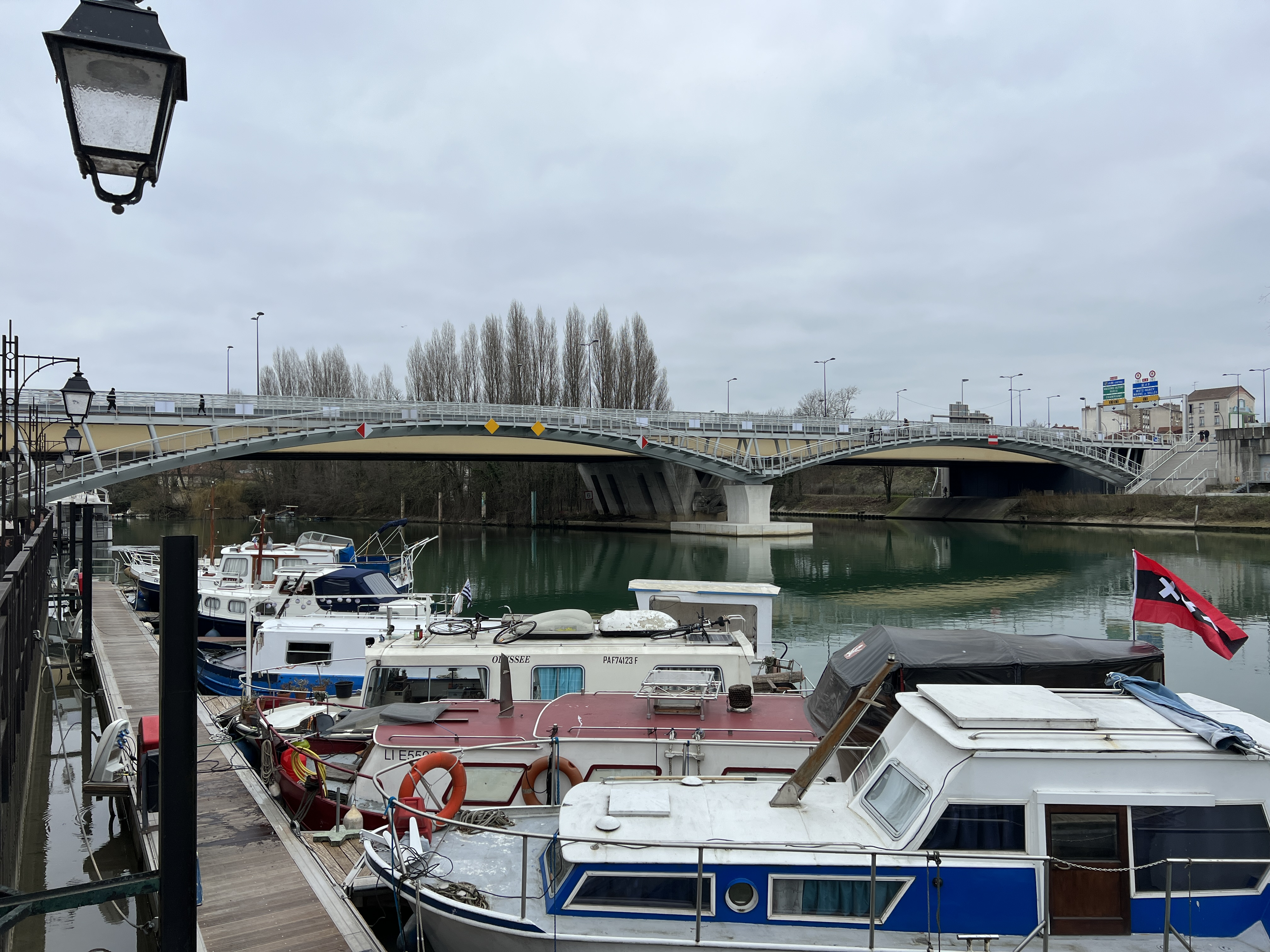
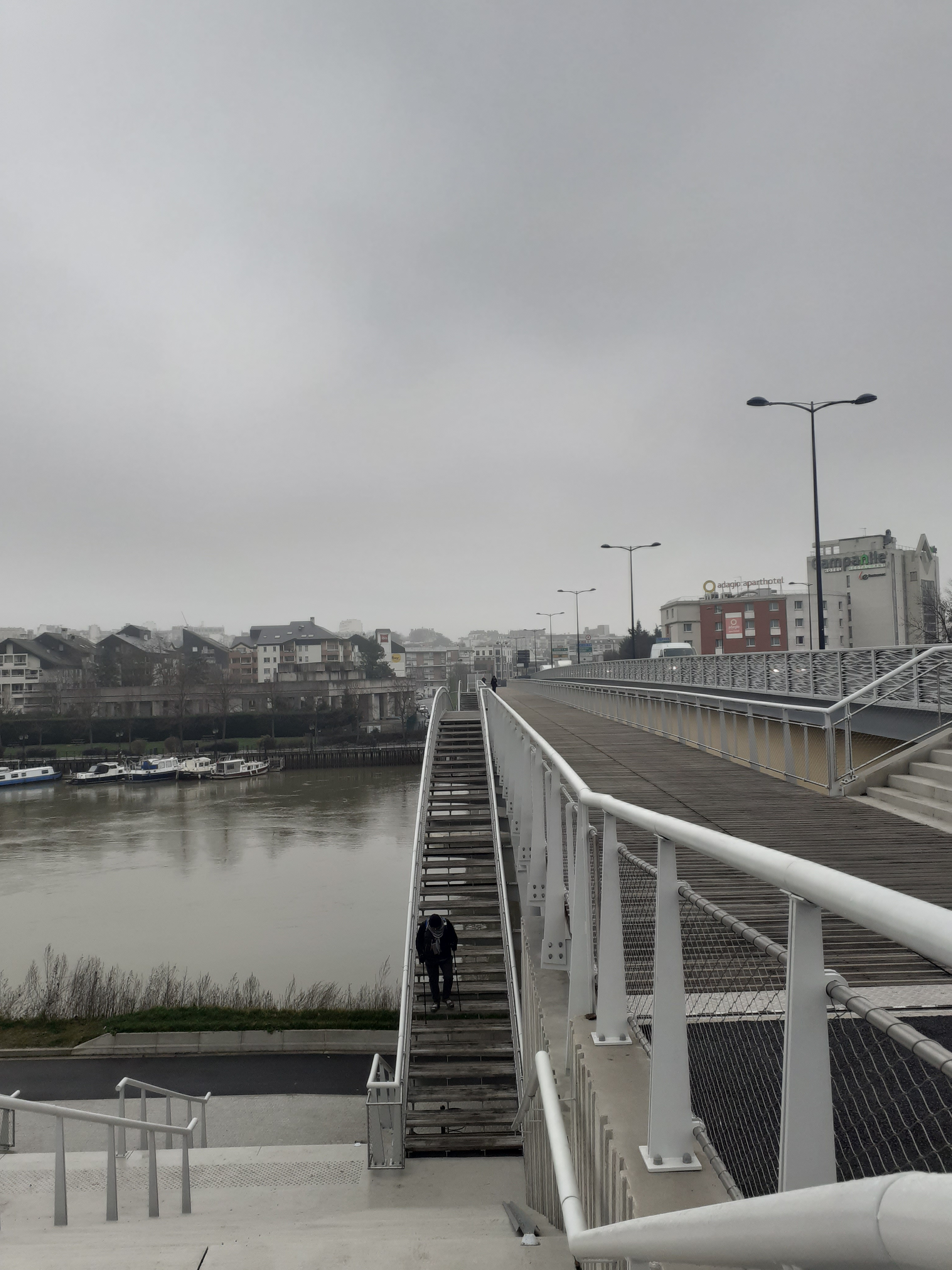
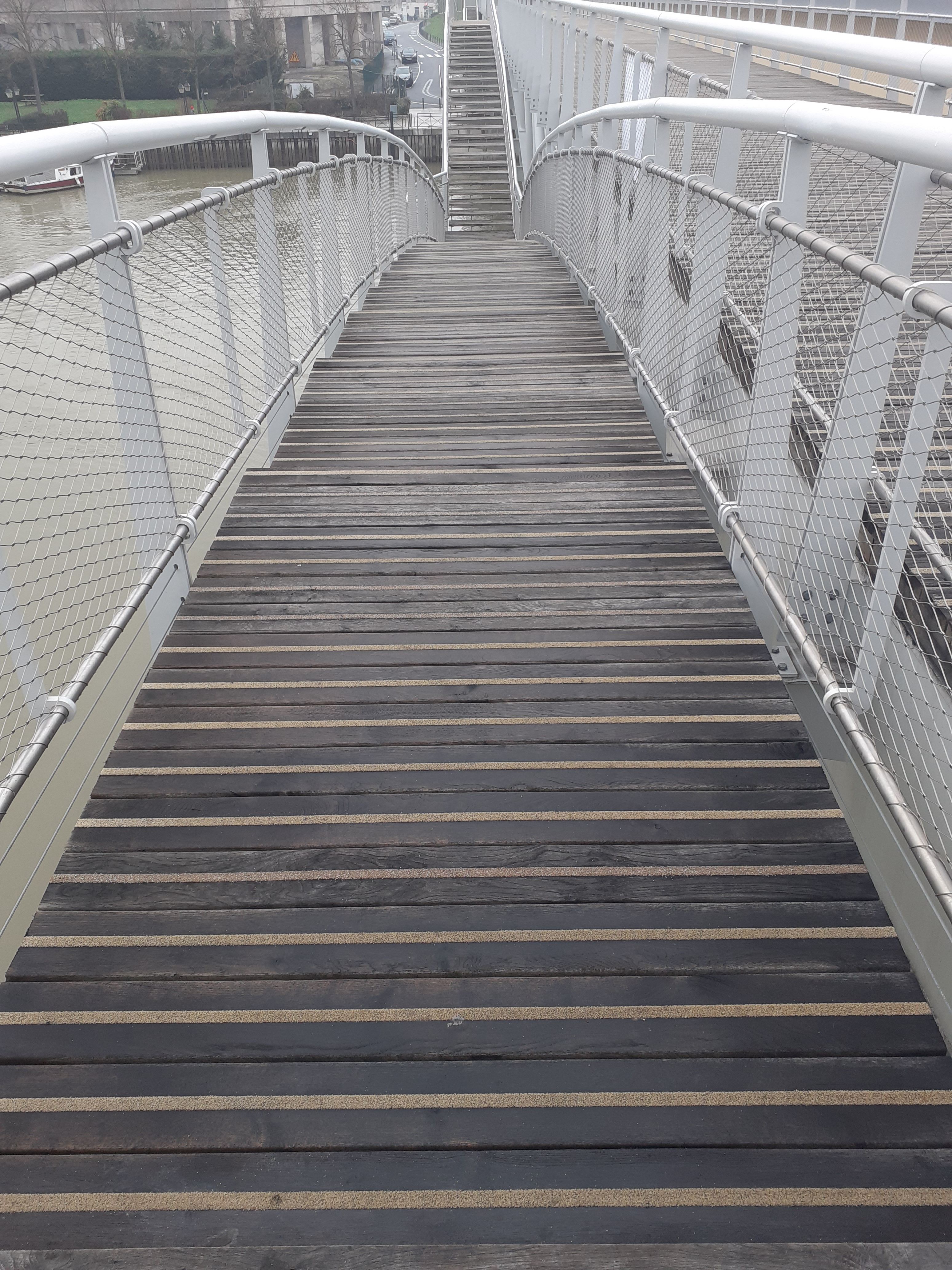
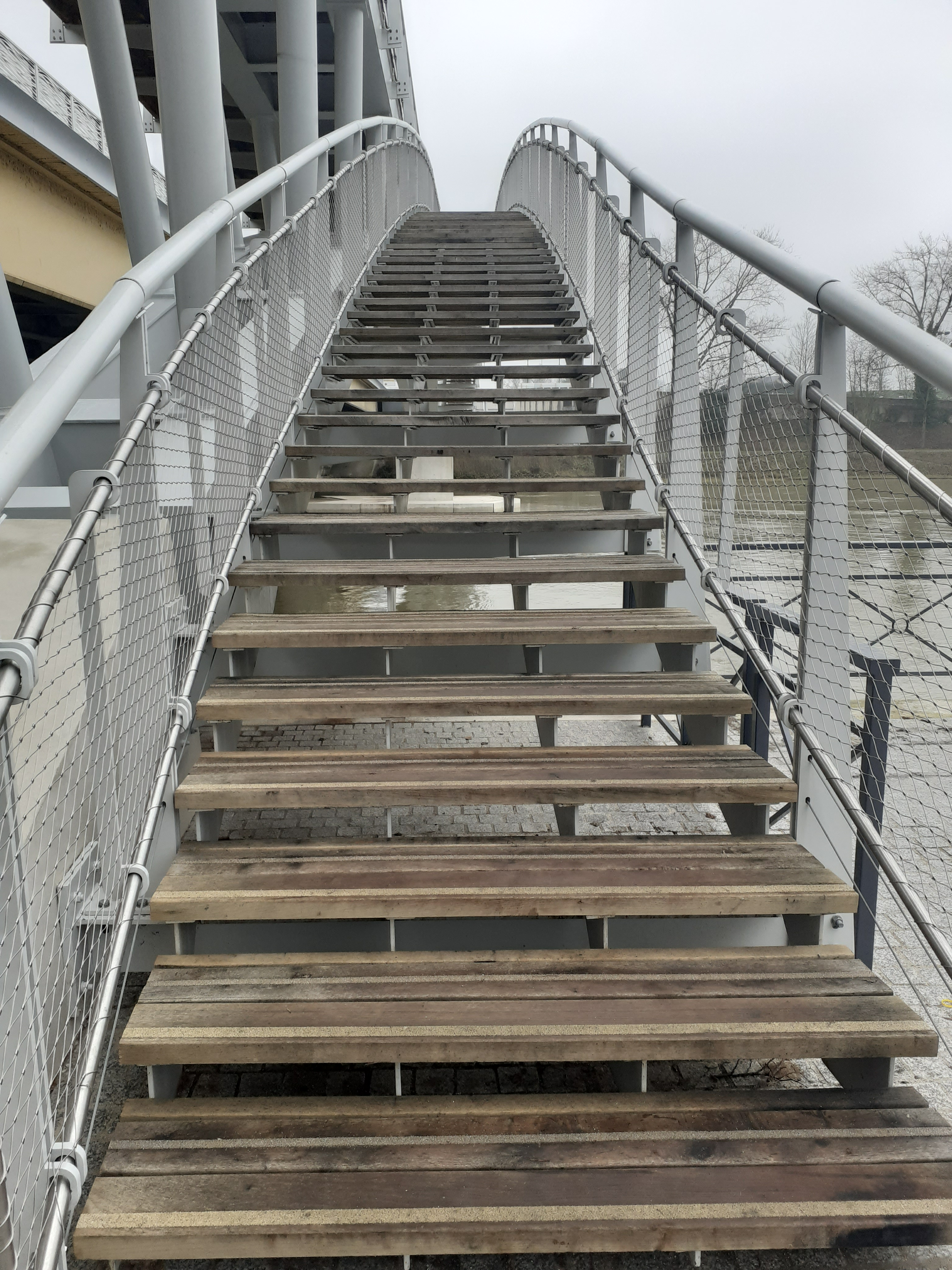
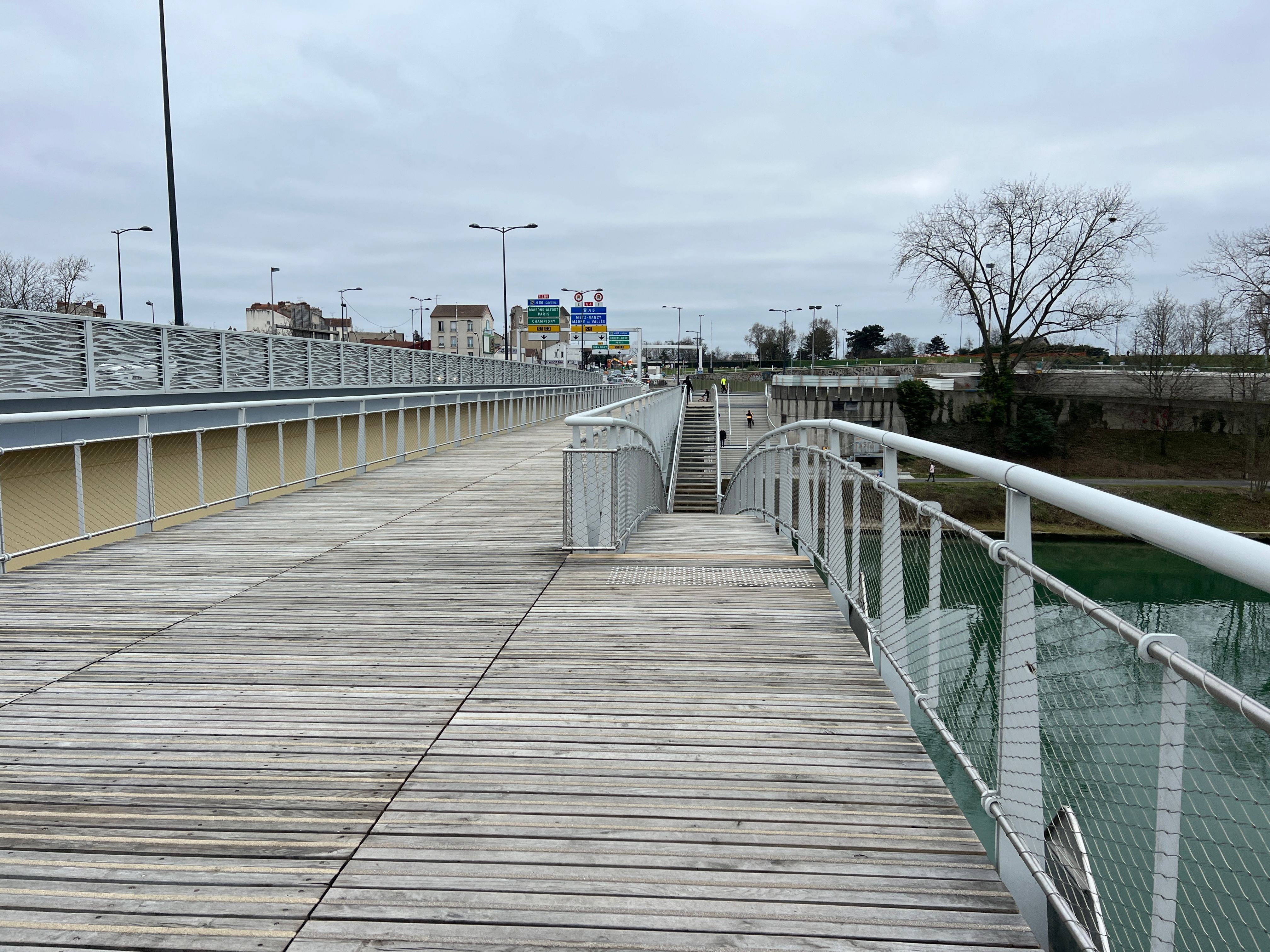
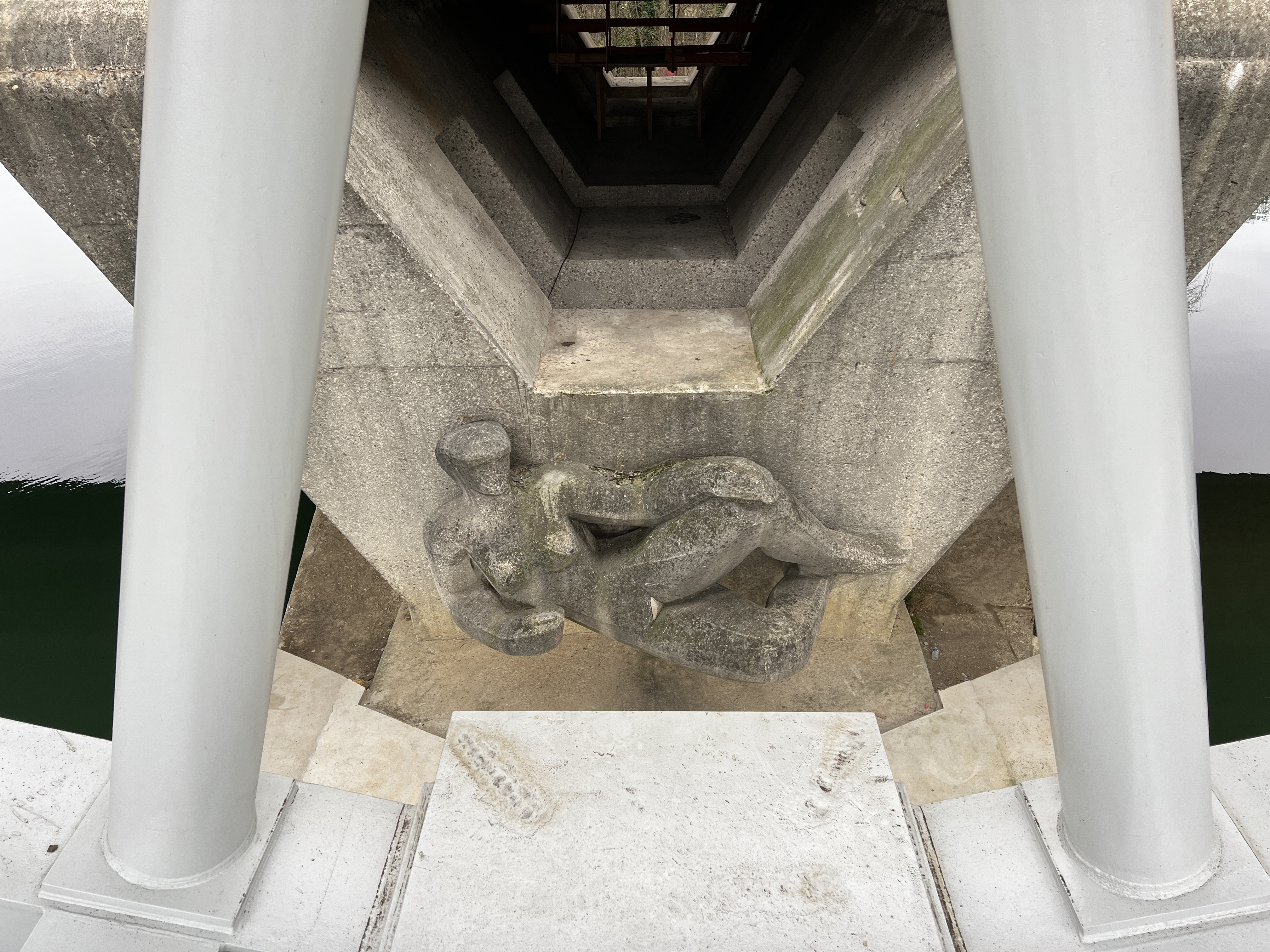

Structures anti-bruit
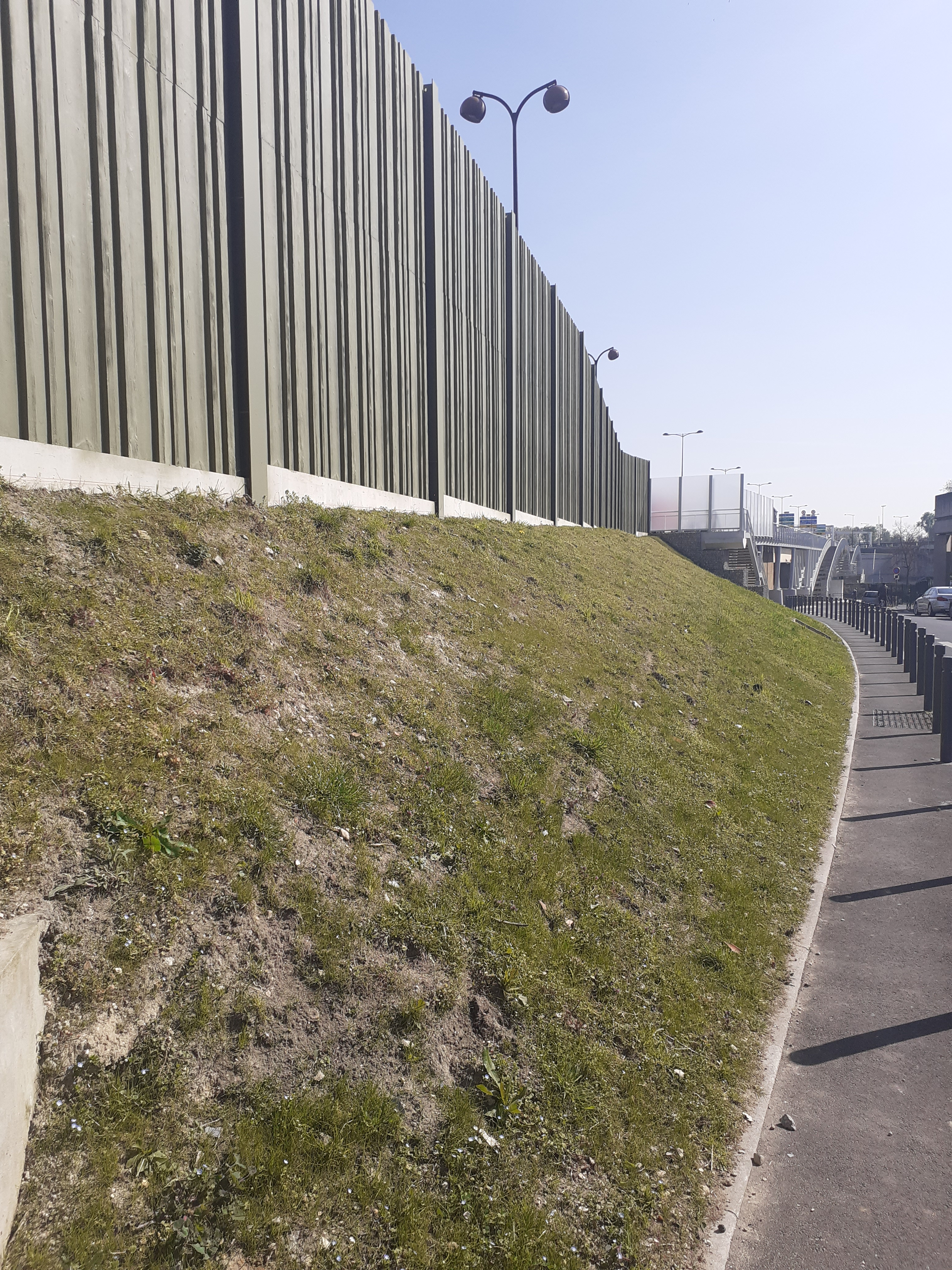
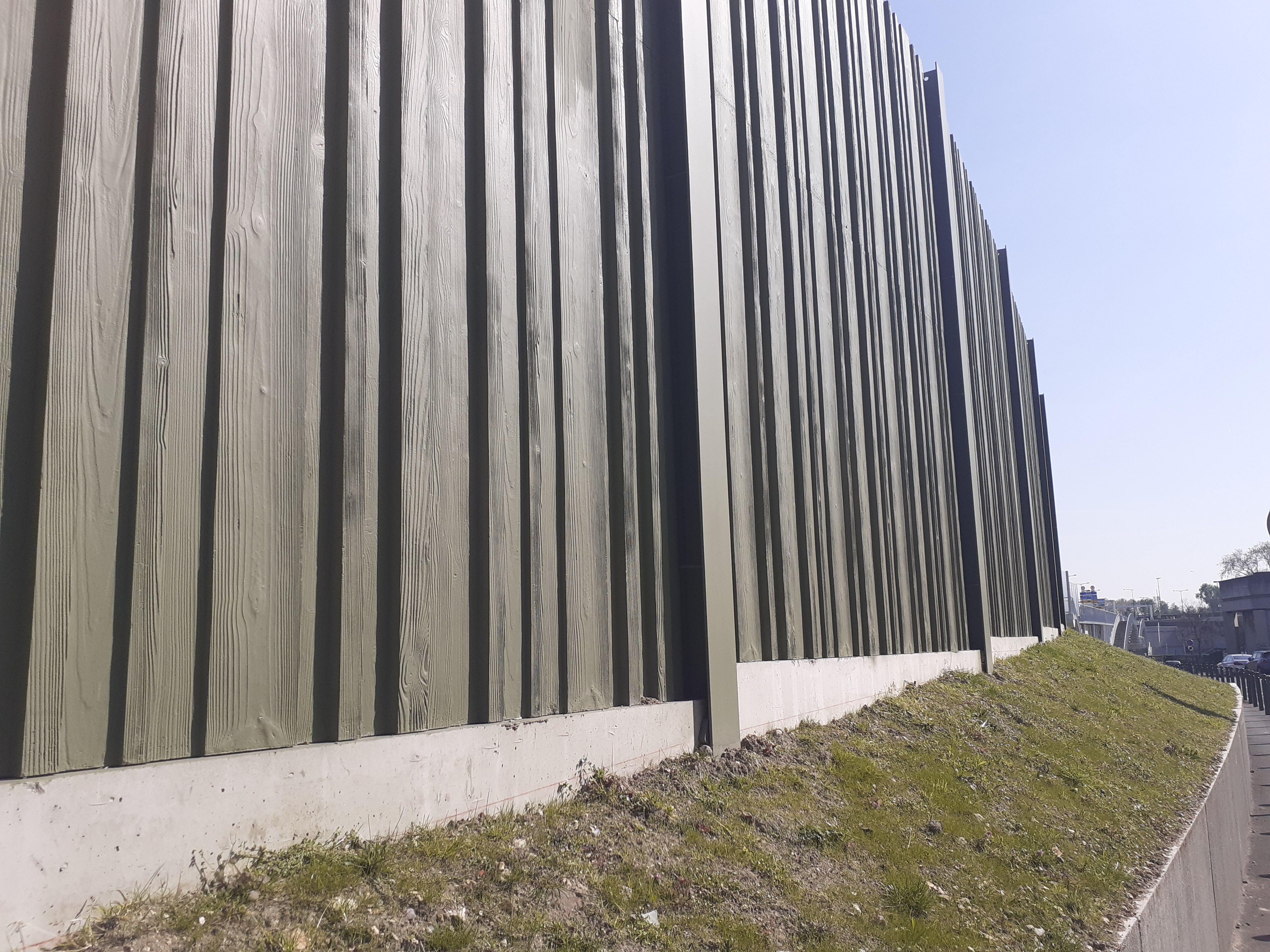
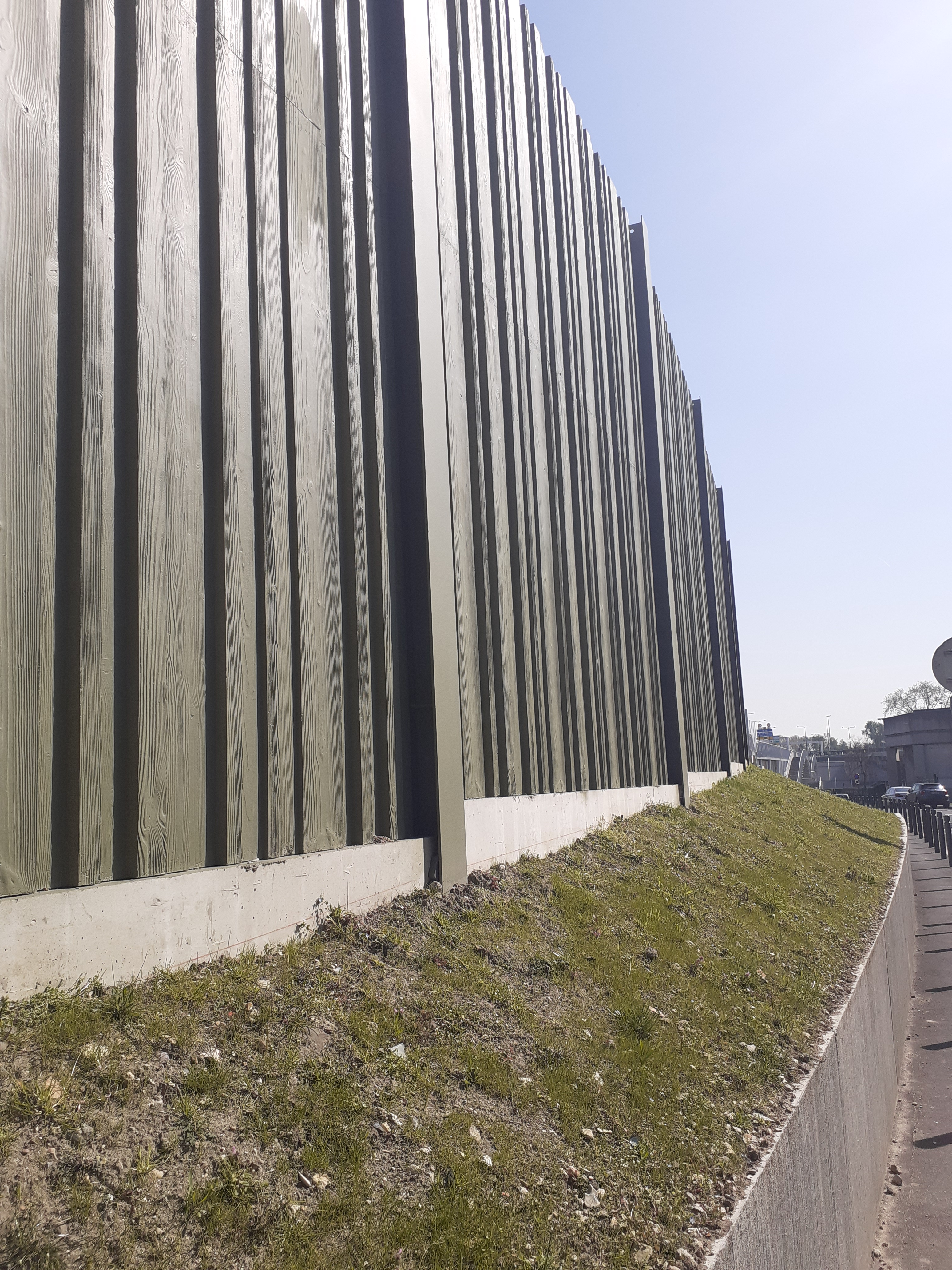
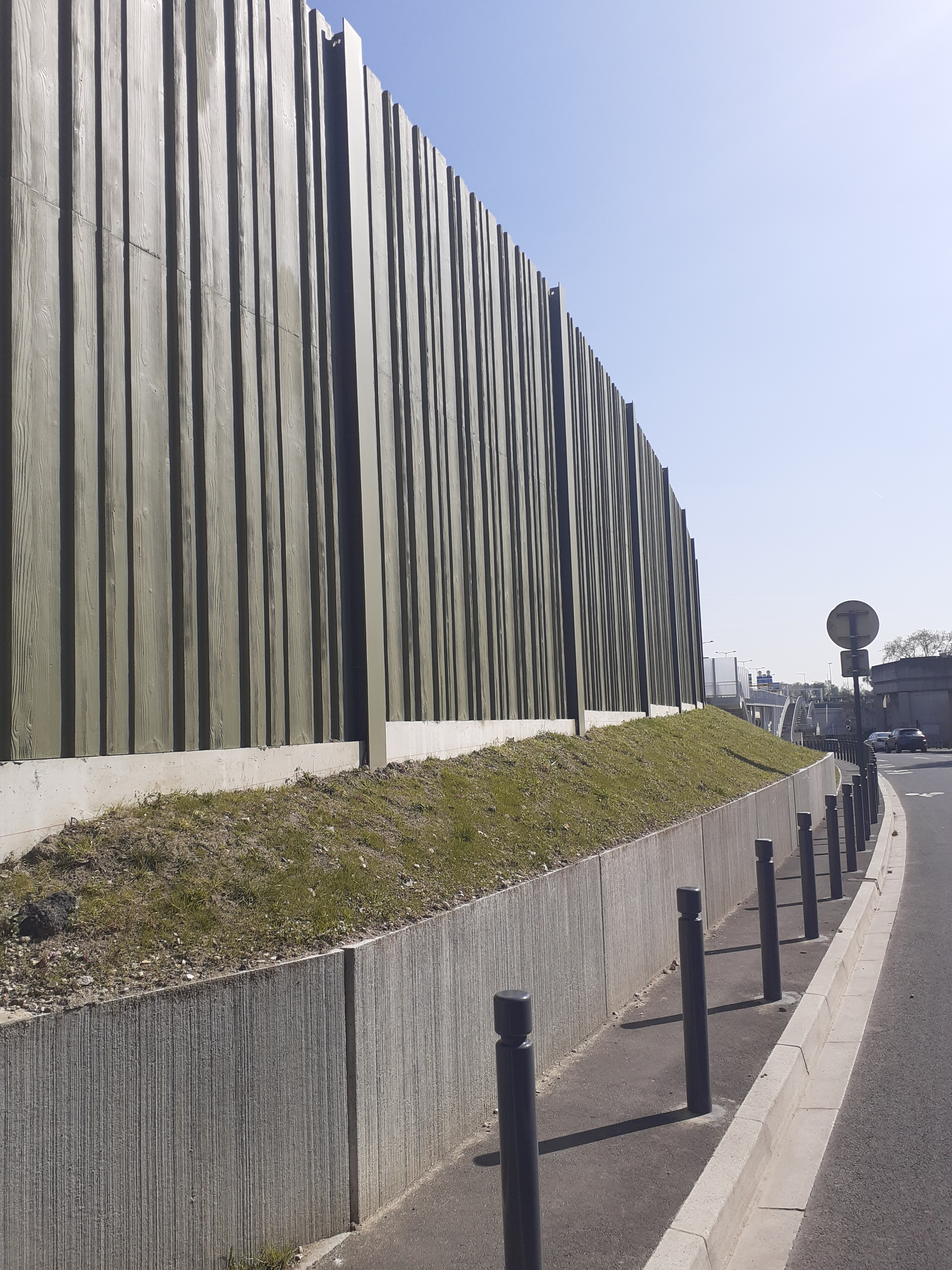
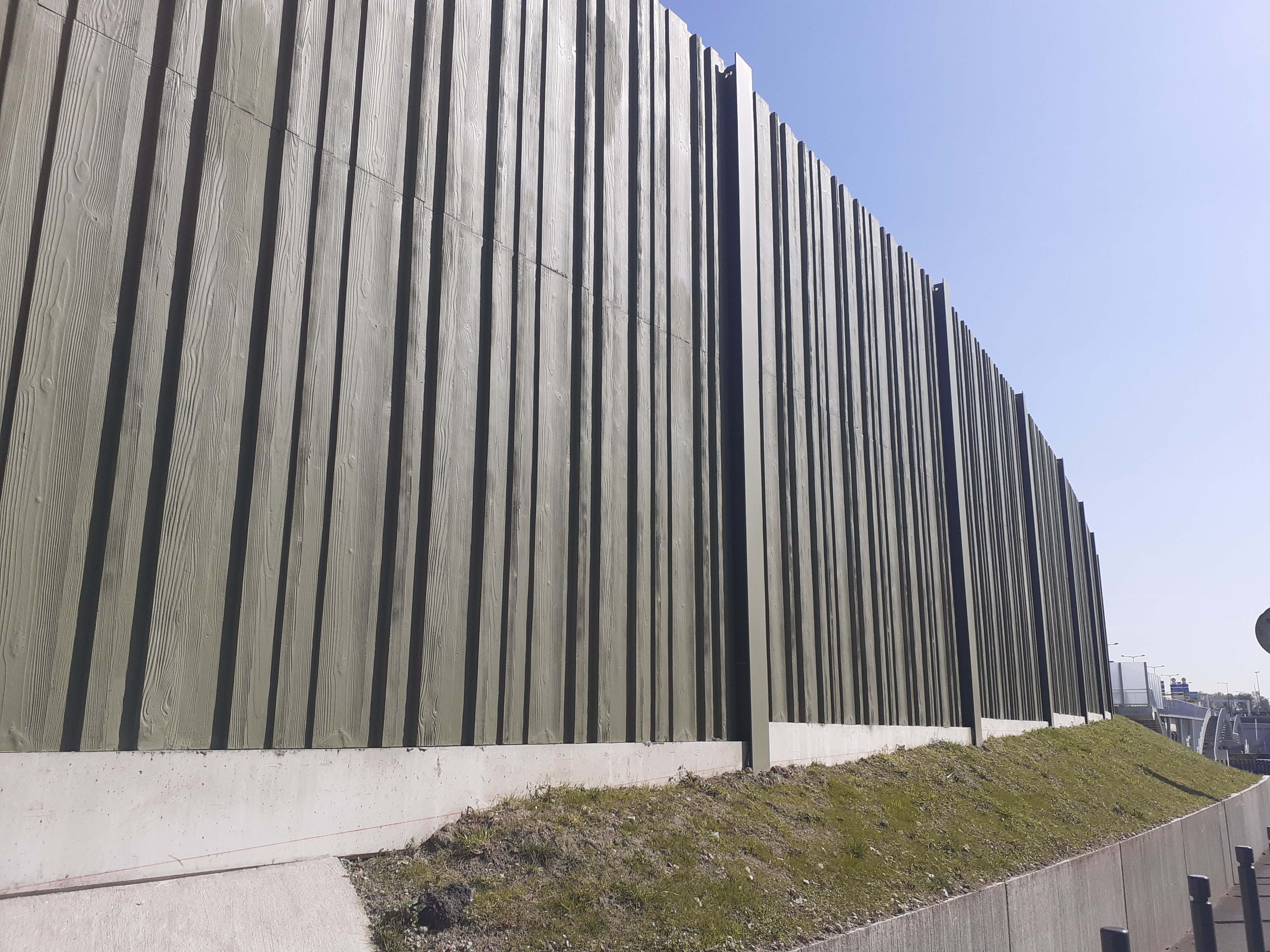